# 미하일 바쿠닌
미하일 알렉산드로비치 바쿠닌(러시아어: Михаил Александрович Бакунин, 1814년 5월 30일 ~ 1876년 6월 13일)은 러시아 출신의 아나키스트 혁명가이자 철학자이다. 바쿠닌에 의하여 당시 유럽에서 산발적으로 나타나던 특정한 혁명적 좌파 세력이 자신을 아나키스트라는 하나의 이름으로 자각하게 됐고, 이로서 아나키즘은 본격적으로 하나의 정치세력으로서 등장하게 되었다. 따라서 바쿠닌을 "아나키즘의 아버지"라 부르기도 한다. 그의 주요 이론은 집산주의적 아나키즘이었다. 외형적으로 그는 굉장한 거구였던 것으로 알려져있는데, 쾨니히슈타인 경찰의 보고서에 의하면 6.55피트(약 2M)의 장신이었다고 한다.

## 생애
미하일 바쿠닌은 프레무히네의 1,200여명의 농노를 가진 귀족 가문에서 태어났다. 그는 상트페테르부르크의 포병 학교를 졸업하고 장교로 활동하였으나 1835년 제대했다. 그는 독일 철학에 심취하여 철학 모임에서 활동하였다. 1840년 바쿠닌은 베를린에서 대학 강의를 들었다. 베를린에서 유학당시 본래 교수가 되려 했으나, 헤겔좌파를 만나고 이에 가담해 사회주의 운동을 시작한다. 그는 1842년 헤겔좌파의 일원인 아르놀트 루게가 발행하던 '독일 연보'에 '독일에서의 반동'이라는 글을 썼다. 이글에서 혁명주의자로서 그의 입장을 대변하는 문장이 글의 마지막에 등장한다. "파괴의 열정은, 또한 창조의 열정이다." 그는 1844년에 브뤼셀을 거쳐 파리에 도착하여 독일인 망명자들을 만났다. 그는 카를 마르크스와 친교 관계를 맺었으며 이때까지는 매우 사이가 좋았다고 한다. 그는 많은 지식인들과 교류하였으며 특히 프루동과 친했다. 프리드리히 엥겔스의 스승 노릇을 하기도 했다. 그는 1847년 프랑스에서 추방되었다.
1849년 드레스덴의 폭동에 리하르트 바그너와 함께 참가하였으나 체포되어 상트페테르부르크의 요새감옥에 수감된다. 그는 니콜라예프스크에서 일본과 샌프란시스코를 거쳐 탈출해 1861년 런던에 도착한다. 그는 마르크스를 만나 인터내셔널에 참가했다. 그러나 마르크스와 바쿠닌의 관계는 급속히 악화되었다. 그는 세르게이 네차예프와도 깊은 관계를 맺었는데, 네차예프는 자신을 바쿠닌의 후계자로 자처했다. 바쿠닌이 《자본론》을 러시아어로 번역할 때 네차예프가 그 "하찮은 일"을 관두라고 권했다. 그러나 바쿠닌이 출판업자로부터 선금을 받아 불가능하다고 하여 네차예프는 출판업자에게 죽이겠다고 협박을 한다. 바쿠닌이 이 일을 알았는지는 확실하지 않으나 마르크스는 1872년에 네차예프의 편지를 구실로 바쿠닌을 인터내셔널에서 축출했다. 바쿠닌은 1875년 투쟁을 그만하겠다고 쥐라연맹에 통보하고 이탈리아로 떠났으나 그곳의 카를로 카피에로와 사이가 나빠져 자신의 친구인 포크트가 있는 베른으로 돌아왔다. 바쿠닌은 그곳에서 사망했다.

## 사상
바쿠닌은 프루동과 함께 대표적 아나키스트였다. 하지만 친교를 맺었던 프루동의 개인주의 아나키즘과는 구분할 필요가 있다. 그는 이론보다 행동을 강조 했으며 파괴는 창조의 열정이라는 역설을 통해 파괴를 긍정하는 독특한 사상을 만들어 냈다. 그는 마르크스의 사적유물론과 자본론은 긍정했지만 중앙집권을 지향하는 마르크스의 국가 권력에 대해서는 절대적으로 부정했으며 분권화된 집산주의와 개인의 자유를 강조하고 상속 재산제와 국가의 폐지를 주장했다. 그는 마르크스의 이론대로면 반드시 독재자가 나오기 마련이라고 생각했고, 그의 예언은 소련이라는 이름으로 실현되었다. 바쿠닌은 마르크스나 엥겔스보다도 극단적인 사람이었다. 인터내셔널이 분사 하기전까지 마르크스와 사상적 대결로 인해 점차 청년기의 슬라브 범민족주의를 버리고 아나키즘과 생디칼리즘의 기본적인 아이디어를 구체화시키게 된다. 20세기 아나키즘의 조류를 이루었던 조르주 소렐의 생디칼리즘과 표트르 크로포트킨의 사회주의 아나키즘의 지대한 영향을 주었다.
그는 <신과 국가>에서 무신론·권력 부정을 주장하여, 러시아의 니힐리즘에 영향을 주었다. 저서로 <노동 동맹과 사회 혁명> 등이 있다.
바쿠닌은 신으로부터 내려오는 관념부터 군주의 의지 심지어 보통 선거를 통해 나오는 귄위든지에 관계없이 모든 형태의 국가주의적 위계적 시스템을 부정했다. 그는 신과 국가에서(Dieu et l'État, God and the State) 다음과 같이 썼다.
우리는 그것이 보통선거로 생겨난 것일지라도, 모든 법률, 모든 권위 그리고 모든 특권과 허가와 공적 및 법적 영향을 부정한다. 우리는 이것이 복종하는 다수의 이익에 반하여 그들을 지배하는 소수의 착취자들에게만 이점으로 작용하게 될것이라고 확신한다.

이것이 우리가 정말로 아나키스트라는 인식이다.
인간의 자유는 신성함, 인간, 집단 혹은 개인 같은 어떠한 외부적 힘이 그에게 강요 하는 것이 아니다. 오로지 그 자신이 스스로를 인식한 자연적 법칙에 따르는 것이다.
바쿠닌은 비슷하게 모든 종류의 특권적 위치나 계급을 부정했고 이것이 사회적, 경제적 불평등을 야기하며 개인의 자유와 호환될 수 없다고 했다. 자유주의가 자유시장과 입헌 정치로서 개인의 자유를 주장하는 것과는 반대로, 바쿠닌은 국가와 자본주의는 어떠한 형태로든간에 노동자의 자유와 호환될 수 없다고 했다.
특권과 모든 특권적 위치의 특징은  인간의 지성과 마음을 죽이는 것이다. 특권을 지닌 자는 그 특권이 정치적인 것이든지 경제적인 것인지에 무관하게 지성과 마음이 타락한 자이다.
바쿠닌의 사상은 자유, 사회주의, 연방주의, 반신론, 유물론등의 상호적 개념으로 구성되어 있다.
또한 그는 마르크스주의에 대한 선구적인 비판을 했는데, 마르크스주의자들이 성공적으로 권력을 장악 한다면 일당 독재 체제를 만들어낼 것이라고 예측했다.
혁명적 독재와 국가주의의 차이는 피상적일 뿐이다. 근본적으로 그 둘은 소수의 '지성'과 다수의 '어리석음'을 가정하는, 다수에 대한 소수의 지배라는 동일한 원리를 나타낸다. 따라서 그 둘은 머지 않아 지배하는 소수의 정치적, 경제적 특권과 대다수 민중의 정치적, 경제적 종속을 지속시키고 영구적으로 만들어야만 한다는 점에서 똑같이 반동적이다.

이로써 폐허 위에 자신들의 독재 정권을 세우기 위해 기존 권력과 사회 구조를 타도하는 것을 목표로 하는 독재적 혁명가들이 결코 정부의 적이 아니었으며 정부의 적이 될 수도 없음이 분명해진다. 반대로 그들은 언제나 정부라는 개념의 가장 열렬한 주창자가 될 것이다. 그들은 정부를 대체하길 원하기 때문에 오직 현 정부에 대해서만 적일뿐이다. 이것이 그들의 독재의 가능성을 배제하기 때문에 그들은 오로지 현재의 통치 구조에 대해서만 적이다. 동시에 그들은 정부 권력의 가장 헌신적인 친구들이다. 만일 혁명이 실제로 대중을 자유롭게 만듦으로써 권력을 파괴하게 된다면, 그들의 정부의 이익을 위해 대중에게 마구(馬具)를 채우려는 이 사이비 혁명가들에게서 모든 희망을 빼앗아야 할 것이다......
한번 되물어보자. 프롤레타리아가 지배 계급이 된다면, 그들은 누구를 지배하게 되는가? 간단히 말해서, 이 새로운 국가와 새로운 지배에 굴복해야 하는 또 다른 프롤레타리아가 남아있어야 하는 것이다......
국가가 있기 위해선 반드시 한 계급이 다른 계급을 지배해야 하며, 결과적으로 노예제가 등장할 수 밖에 없다. 노예제 없는 국가는 상상할 수 없다. 그리고 이것이 우리가 국가의 적인 이유다. ‘프롤레타리아가 통치계급이 된다’니, 이게 대체 무슨 의미인가? 모든 프롤레타리아가 정부의 수반을 맡는다는 말일까? 독일에는 4천만의 민중이 있는데, 그들 모두가 정부의 일원이 될 수 있다는 말일까? 정말 그런 경우라면, 국가도 정부도 없을 수 있다. 그러나 그것이 국가를 탄생 시킨다면, 당연히 지배하는 이도 있을 것이고, 노예도 있을 것이다.
마르크스주의 이론에서 이런 딜레마는 손쉽게 해결된다. 인민에 의해 선출된 소수의 대리자들이 인민의 정부를 꾸리는 것이다. 전국에서 보통선거를 거쳐 당선된 이른바 민중의 대표와 국가의 통치자, 이것이 마르크스주의자들과 민주주의자들의 결론이다. 그러나 이것은 소수 지배계급의 독재라는 사실을 뒤편에 숨긴 거짓말이다. 이 거짓말이 더욱 위험한 이유는, 이것이 인민의 뜻을 대변한다며 등장하기 때문이다.

결국 이는 언제나 같은 결과를 내놓을 것이다. 특권을 가진 소수의 정부가 탄생할 것이다. 마르크스주의자들은 이 소수가 노동자들로 구성되어 있다고 말한다. 물론 그렇겠지만, 그들은 전(前)노동자일 뿐이다. 그들이 대표자나 통치자가 되는 순간 더 이상 노동자가 아니게 되며, 국가 권력의 가장 높은 곳에서 노동자들을 내려다보게 될 것이다. 결국 그들은 더 이상 노동자를 대변하지 않게 될 것이고, 단지 민중을 지배하고자 하는 그들 자신의 욕구만을 대변하게 될 것이다. 이를 의심하는 사람은 인간의 본성을 잘 알지 못하는 자이다.
 — Statism and Anarchy
사회주의 철학에서 계급을 이야기할 때는, 사람이 생산에 관여하는 방식으로서 분석한다. 생산수단을 소유한 자가 부르주아, 즉 자본가이며, 생산수단을 소유하지 못했기에 그들의 노동력(혹은 서비스)을 제공해야 하는 프롤레타리아, 즉 노동자가 그것이다. 여기서 계급은 어떠한 정체성이 아니라 생산에 관여하는 사회관계만을 이야기한다. 맑스주의자들이 프롤레타리아 독재를 이야기할 때, 그들은 민중을 대표하는 엘리트 전위 혁명당이 이끌어야 한다고 주장한다. 하지만 그 전위대의 과거가 어떻든 간에 그들이 지배자로서 자리 매김한 순간, 그들이 생산에 관여하는 방식으로 미루어 볼 때 결코 노동자가 아니다. 이점에서 아나키스트들은 레닌주의적 관점에서의 프롤레타리아 독재 자체가 불가능하다고 생각한다. 레닌주의자들은 프롤레타리아의 독재라고 말하지만, 사실은 프롤레타리아에 대한 국가의 독재다. 모든 계급 관계는 물질적 관계를 기반으로 하기에 누군가 노동자였다고 하더라도, 그들을 노동자이게 했던 물질적 조건에서 벗어난다면 더 이상 노동자가 아니다. 프롤레타리아가 지배(노동자 통제)하는 것과, 프롤레타리아의 대리자(국가 관료)가 지배하는 것은 많은 차이가 있다. 맑스주의자들은 수사학적으로 정당의 권력과 노동계급의 권력이 같다고 주장하는 경향이 있다. 아나키스트들은 이 부분에서 노동계급과 대리자들 간의 유리가 발생할 것이라고 생각한다. 바쿠닌은 노동계급의 실질적 힘과 대리자의 권력은 결코 만나지 않을 평행선이며, 그 대표자들은 결국 새로운 계급을 형성할 것이라고 주장한다. 맑스주의자들은 어떤 변증법적인 힘에 의하여 대리자들의 권력이 노동자 계급의 힘으로서 반환될 것이라고 주장하지만, 아나키스트들은 이 주장을 제대로 된 유물론적 분석이 아니라 일종의 관념론으로 간주한다. 맑스주의에선 이 국가 사회주의(혹은 권위주의적 사회주의) 단계가 공산주의(무계급 무국가)단계로의 진행하는 과정이라고 생각 하지만, 아나키스트들은 이 국가 사회주의(경멸적 용어로는 국가 자본주의)가 영구히 지속될 것이라 생각한다. 주류 맑스주의자들은 이런 입장들을 울트라 레프트(Ultra-left)라고 부르면서 경멸하는 경향이 있다. 바쿠닌과 맑스 사이의 분쟁은 이후 많은 시간이 흘렀지만, 이 부분은 아나키스트들과 맑스주의자들 사이에서의 가장 근본적인 갈등으로 남아있다.
대리자의 문제는 이런 갈등뿐만이 아니라, 아나키스트들이 다른 사회 문제에 관여할 때도 중요하게 고려된다. 민주주의(민주주의는 결국 자기 통치가 아니라, 자신을 지배하는 자들을 뽑는 행위다.) 비판, 사람의 자기결정권을 무시하는 선민의식적 사회운동, 그리고 운동에서의 조직(조직 자체가 어느 정도 대리주의적이고, 유사 국가적 속성을 지니기 때문에)의 문제 등이 그것이다.
강력한 국가는 오직 한가지 방법을 통해서만 견고한 기반을 가질수 있는데, 군사와 관료적 중앙집권화가 그것이다. 군주제와 설사 가장 민주적인 국가라도 그것들의 차이는 그저 이름에 불과할 뿐이다. 관료들은 왕의 이름이라는 미명으로 특권층의 이익을 위해 민중을 억압하고 수탈하며 자신의 금고를 채운다. 동시에 공화국에서 민중은 "민중의 의지"(그리고 민주적 관료들의 금고를 채우기 위해)라는 미명으로 같은 계급의 이익을 위해 같은 방식으로 수탈당하며 억압당한다. 공화국에서는 자신이 민중의 의지라고 주장하는 국가가 합법적인 방법으로  진짜 민중을 계속해서 억압한다. 그러나 사람들이 몽둥이로 맞고 있을 때, 그 몽둥이가 “민중의 지팡이”라고 불린다고 해서 행복해 하진 않을 것이다.

제 아무리 민주적인 국가라도(가장 붉은 공화국조차도) 위로부터의 방해와 폭력없이 민중의 자유로운 자기조직화와 자신의 일을 결정하기 위한 상향식 의사 결정을 허용해줄리 없다. 모든 국가는 마르크스 선생이 주장한 사이비 인민국가를 포함하여 예외없이 본질적으로 자신이 사람들이 원하는 것을 진짜 민중 자신보다 잘 알고 있다고 상상하는 소수의 특권층이 민중을 지배하기 위한 기계에 지나지 않기 때문이다... 
 — Mikhail Bakunin, 1873, Statism and Anarchy

### 권위와 자유사상
바쿠닌은 다음과 같이 말했다. “내가 모든 권위를 거부해야하는가? 내 생각은 결코 그렇지 않다. 부츠의 경우를 보자면, 나는 부츠 장인의 권위를 참고할 수 있다. 또한 주택, 운하, 철도등에 대해서 나는 기술자나 건축가의 의견을 물을 수 있을 것이다. 그러한 특별한 지식에 대해서 나는 그런 종류의 학자들의 뜻에 응할 수 있을 것이다. 그러나 부츠장인이나 건축가 또는 기술자들이 그들의 권위를 나에게 행사하는 것은 용납하지 않을 것이다. 나는 그들의 지성, 인격, 지식들을 존중하며 경청할 것이지만, 한편으로 나의 비난과 비판의 권리는 언제나 남겨둘 것이다. 어떤 종류의 특별한 부분일지라도 나는 단독적인 권위에 자문하는 것에 만족 하지 않을 것이며, 여러 종류의 의견을 비교하여 나에게 적합해 보이는 것을 선택할 수 있을 것이다. 그러나 나는 어떤 특별한 물음일 지라도, 무결한 권위가 없음을 알고 있다. 그렇기에 내가 그러한 사람들의 성실함과 정직함을 존중하고 말고에 상관 없이, 나는 어떠한 사람에게도 절대적인 믿음을 갖지 않는다.”
그는 다음과 같이 말했다.
“그러므로  고정되고 불변한 권위는 없으며 지속적으로 상호교환 되고 일시적인 그리고 무엇보다도, 자발적인 권위와 순종이 있을 뿐이다. 이러한 이유로 나는 고정되고 불변하며 보편적인 권위를 인정하지 않는다. 보편적인 인간이란 존재하지 않으며, 어떠한 사람도 삶에 대해서 과학적인 실험을 하지 않고서는 세밀한 다양함을 파악할 수 없을 것이다. 그리고 그러한 실험의 결과물은 오직 사회적 삶을 통해서 나타날 뿐이다.”

### 신학에 대한 반대
정치 철학자 칼 슈미트는(Carl Schmitt)는 다음과 같이 말했다. “후대의 아나키스트들과 비교하면 프루동은 가부장적 권위를 존속 시키며 일부일처제의 원칙을 고수한 도덕주의적 쁘띠 부르주아였다. 바쿠닌은 일관되고 완전한 자연주의의 추구를 위하여 첫번째로 신학에 대항했다… 그에게 있어서 신과 죄악에 대한 신학적 교리는 무엇보다도 사악하고 부정적인 것이였으며, 인간을 죄인으로 낙인 찍고서 권력과 지배의 굶주림을 채우기위한 지배계급의 구실에 지나지 않았다.”
바쿠닌은 신앙이란 단지 인간의 추상적인 사고능력과 환상에서 비롯된 것이라고 생각했다. 바쿠닌에 의하면 종교란 주입과 순응에 의하여 지속되는 것이다.바쿠닌의 생각에 종교가 생존하는 또다른 이유는 빈곤의 존재 때문이었다. 현실에서 착취에 대한 고통을 잊기 위해 내세에서 구원을 약속하는 종교에 집착하게 된다는 것이다. 바쿠닌에 의하면 압제자는 종교를 통하여 이득을 취할 수 있었다. 많은 종교적인 사람들이 천상에서의 행복에 대한 약속에 집착하여, 지상에서 벌어지는 불의에 대하여 순응하기 때문이다.
바쿠닌은 압제자는 종교를 통하여 권위를 받는다고 주장했다. 종교적인 사람들은 대체로 사제의 진술에 순종하는데, 그들의 주장이 계시나 경전에서 비롯된다고 믿기 때문이다. 많은 종교적인 사람에게 계시와 경전에 대한 순종은 전지전능한 존재에게서 비롯된 윤리적 기준으로 간주된다. 그렇기에 각각의 진술은 무오한 신에게서 비롯된 것이며 인간이 결코 비판할 수 없는 것으로 여겨지게 된다. 이런 종교적 사고방식에 따르면 인간은 무엇이 옳은지 스스로 알 수 없으며, 오직 신만이 선악을 결정할 수 있는 자이다. “신의 사자”에 복종하길 거부하는 자는 지옥에서 고통받을 존재에 지나지 않았다.
바쿠닌에 의하면 신앙적 권력의 독점을 대체할 수 있는 방법은 모든 이가 신으로부터 동등하게 영감을 받을 수 있음을 인정하는 것이다. 하지만 그렇다면 다수의 모순되는 가르침이 존재하게 되며 이것은 모순을 능가하는 무오한 신을 인정하는 것이 되어버린다. 따라서 바쿠닌에게 종교는 권위주의적인 것으로서 간주되었다.
바쿠닌은 그의 저서 신과 국가에서(God and the State) 다음과 같이 말했다.
기독교는 모든 종교들 중에서 특히 특출난 종교다. 왜냐하면 이것은 신성의 이익을 위한 인간성의 말살과 빈곤과 예속이라는, 모든 신앙 체계의 본질을 최대한으로 드러내고 표명하기 때문이다.

신이 모든 것이시니, 현실 세계와 인간은 무엇도 아니다. 신이 진리이자 정의, 선, 아름다움, 힘과 생명이시니, 인간은 거짓이자 부정, 악, 추함, 무력과 죽음이다. 신이 주인이니 사람은 노예다. 자신의 노력으로 정의과 진리 영원한 삶을 찾을 수 없기에 그는 신의 계시를 통해서만 그것을 얻을 수 있는 것이다. 그러나 계시를 말하는 자는 누구나  자신이 계시자, 메시아, 선지자, 사제, 입법자로서 신으로부터 영감을 받았다고 말하며, 그들이 지상에서의 신성의 대리자로 인정받는다면, 구원의 길로 인도하기 위한 신 자신이 선택한 거룩한 설교자로서 필연적으로 절대 권력을 행사할 것이다. 모든 사람들은 그들에게 수동적이고 무제한적인 순종을 해야 한다. 신성한 이유에 대항한  인간의 이유가 없기에, 신의 정의에 대항한 지상의 정의는 지켜지지 않는다. 신의 노예로서 사람은 국가가 교회에게 축성 받는 한 국가의 노예 또한 되어야 할 것이다. 이 진리인 기독교는 전 인류를 지배하고자 하는 열망과 함께, 존재하거나 존재했던 그 어떤 종교들 보다 이를 더욱 잘 이해했다. 이 진리인 로마 가톨릭은 모든 기독교 종파들 가운데서 홀로 엄격한 논리로 선포하고 엄격하게 실현했다. 이것이 기독교가 절대적 종교이며 최후의 종교인 이유며, 사도적 로마 가톨릭 교회가 오직 일관되며 정당하고 신성교회인 이유다......
신이라는 관념은 인간의 이성과 정의의 포기를 암시한다. 이는 인간의 자유를 가장 결정적으로 부정하는 것이며, 이론과 실천의 모두에서 반드시 인류의 노예화라는 결과를 맞게 될 것이다. 우리가 예수회와 광신도와 사제들과 프로테스탄트 감리교도들이 바라는 대로 인류의 노예화와 타락을 원치 않는다면, 우리는 신학의 신이나 형이상학의 신에게 조금이라도 양보를 해서는 안된다. 신비한 알파벳으로 A를 입에 올리는 자는 똑같이 신비의 언어로서 Z라고 말을 끝맺게 될 것이다. 신을 숭배하길 원하는 자는 어린 아이 같은 환상을 품지 말고 과감히 자신의 인간성과 자유를 포기하라.
신이 존재한다면, 인간은 노예다. 이제 인간은 자유로울 수 있고, 자유로워야 한다. 그러니 신은 존재하지 않는다.
나는 이런 결론을 회피하고자 하는 자는 누구라도 불신한다. 이제 선택하자.
종교가 어떻게 인민을 타락시키고 부패하게 하는지 지적해야 할 필요가 있는가? 그것은 인간 해방의 중요한 도구인 이성을 파괴하며, 사람의 이성을 노예제의 근본적 조건인 우둔함으로 축소시켜 버린다. 그것은 인간의 노동을 모욕하고 이를 노예의 낙인이자 예속의 근원으로 만들어 버린다. 그것은 인간 정의의 사고와 감정을 죽이며 그 균형을 신성한 특권을 부여받은 악인들 쪽으로 기울여 버린다. 그것은 인간의 긍지와 존엄함을 죽이며 오직 굴욕과 겸손만을 보호한다. 그것은 인간 형제애의 감정을 억누르며, 이를 신성한 잔인함으로 채워 넣는다.

따라서 바쿠닌은 볼테르의 다음의 유명한 아포리즘 “신이 없다면, 그를 만들어야 한다.” 을 다음과 같이 뒤집는다.
천상의 왕은 지상의 왕의 가장 큰 변명거리이니, 신이 존재한다면 그를 폐하라.

### 사회혁명을 위한 계급투쟁
바쿠닌의 혁명적 프로그램을 실천하는 방법은 그의 원칙과 일치했다. 노동자와 농민들이 아래로부터 조직된 지역적 구조를 만들며, 각 지역의 상호적으로 연결하여 연방을 만들고 이로서 관념뿐만이 아니라 그들의 미래를 만드는 것이다. 그들의 움직임은 그들의 생각과 행동으로서 미래의 새로운 사회의 구성 요소를 만들어 낼 것이다.
이것은 아나키즘 혁명에 대한 전략으로서 생디칼리즘을 이야기한 것이다. 노동조합이 직장을 점령하고 이를 기반으로 노동자들의 조건과 권리 그리고 소득을 향상시키고 방어할 수단을 제공하며 이로서 사회 혁명의 기초를 닦는 것이다. 생디칼리스트 조합은 직장을 점령하고 노동자 자주관리를 통하여 급진적으로 민주적인 구조를 제공할 것이며, 대규모의 경제적 조정을 할 수 있을 것이다. 그렇기에 바쿠닌에 의하면 노동조합은 “빌딩과 자본만이 아니라 생산의 모든 도구를 점령해야 하는 것이다.”
바쿠닌의 혁명론은 생디칼리즘 조합에 국한된 것은 아니지만, 노동계급과 실업자들의 조직화를 강조했다. 한편 농민들은 그들의 토지를 얻고서 타인의 노동에 의해 살아가는 지주를 타도할 수 있을 것이다. 하지만 그 시기에 노동조합은 공공연히 비숙련 노동자를 무시하곤 했다. 바쿠닌은 그러한 “잡것”들과의 조직화도 굉장히 강조했다. 바쿠닌은 다음과 같이 말했다. “룸펜프롤레타리아, 빈곤과 착취에 고통받는 위대한 대중들” 그리고 “승리와 사회혁명의 시대를 가져다 줄것이다.”

### 마르크스주의 비판
미하일 바쿠닌과 카를 마르크스 사이에서의 분쟁은 아나키즘과 마르크스주의의 차이점을 강조한다. 그는 프롤레타리아 독재에 대한 개념을 맹렬히 비판했다. 즉 맑스 레닌주의 같은 전위주의적 사회주의자들이 권력을 장악하고서 프롤레타리아의 뜻을 대변한다는 미명아래 일당 독재의 권력을 위에서 행사하는 것을 비판한 것이다. 바쿠닌은 혁명은 반드시 인민이 직접적으로 이루어 내야 하며, “계몽된 엘리트”들은 눈에 보이지 않게 남아 행사함으로써 누구에게도 모든 공적인 권리와 의의를 박탈해서도 부과해서도 안된다고 주장했다. 그는 어떠한 형태의 정부이든지 간에 결국에는 억압을 유발하기 때문에 국가는 즉시 폐지되어야 한다고 주장했다. 이러한 분쟁에 대하여 자유지상주의적 마르크스주의자들은 마르크스는 그 용어를 당의 독재가 아니라, 생산수단에 대한 노동자 통제(Workers' control)를 의미하여 사용했고, 사회가 사회주의의 원칙에 따라 재구성될때까지는 국가가 유지될 것이라고 첨언했다.
아나키스트들과 마르크스주의자들 모두 그들의 최종적인 지향점으로서 자유와 평등 그리고 계급과 정부가 없는 사회를 목표한다는 점에서 유사한 점이 있지만, 그들은 이를 달성하는 법에 대하여 극심한 의견 충돌이 있다. 아나키스트들은 이를 달성하기 위해 민중의 직접행동과 사회혁명이 정점에 달함으로써 국가도 계급도 없는 사회를 건설할 수 있을 것이라고 생각한다. 또한 프롤레타리아 독재같은 모든 종류의 중단 단계를 부정하고, 이는 오직 독재의 자기영속의 기초가될 뿐이라고 생각한다. 바쿠닌에게 있어서 마르크스주의자들의 근본적인 모순은 다음과 같았다.
마르크스주의자들에 의하면 선출된 대표들은 헌신적이고 배운 사회주의자들이 될것이다. “배운 사회주의자”, “과학적 사회주의” 같은 표현들은 마르크스와 라살의 추종자들의 글과 연설에서 지속적으로 나타나는데, 이는 사이비 인민국가가 사이비 과학자들에 의한 독재에 불과할 뿐이라는 것을 증명한다. “교육받지 못한” 민중은 행정부의 걱정거리에서 벗어나게 될것이며, 엄격하게 관리되어야 하는 무리로서 취급받게 될것이다. 참으로 아름다운 해방 아닌가!

마르크스주의자들은 이 모순을 알고 있으며, 과학자들의 정부가 민주적 형태에 상관없이 독재 국가가 될 것이라는 것을 깨닫는다. 그들은 이 지배가 일시적일 것이라는 생각으로 스스로를 위안한다……
만일 그들이 말하는 국가가 인민의 국가라면, 왜 그것을 제거 하려고 하는가? 국가가 노동자 해방을 위하서 필요하다면, 아직 노동자들이 자유롭지 않다는 것인데 어째서 그것을 인민의 국가라고 불러야 하는가? 그들을 향한 우리의 논쟁을 통하여 우리는 그들에게 노동 대중의 아래에서 위로 향하는 자유로운 조직인 아나키즘이나 자유가 사회 발전의 최종적인 목적이며, 국가는 인민의 국가 이건 간에 관계없이, 멍에이며, 독재와 노예제를 낳는 것임을 깨닫게 했다. 그들은 이 멍에, 이 독재가 인민의 완전한 자유를 위한 과도기라고 말한다. 아나키즘이나 자유가 목적이지만, 국가와 독재가 그 수단이기에, 민중을 해방시키기 위해서 그들은 먼저 노예가 되어야 하는 것이다!
이런 모순에 의하여 우리의 논쟁은 중단되었다. 그들은 오로지 독재를—물론 그들의 독재이다— 유지하며 민중의 뜻을 대변할 수 있다고 말한다. 우리의 대답은 결코 그렇지 않다. 어떠한 독재도 자기영속 외에 다른 목적을 가질 수 없다. 이는 오직 민중이 견뎌내야 하는 노예제를 낳을 수 밖에 없을 것이다. 자유는 오직 자유에 의해서만 탄생할 수 있다. 인민의 보편적인 반란과 노동자들의 아래에서 위로 향하는 자유로운 연합이 이를 이루어내야 한다.
반국가 사회주의자나 아나키스트의 사회이론은 그들이 필연적으로 모든 형태의 국가와 부르주아 정치의 모든 변형을 타도하기 위한 방향으로 이끌며, 이것은 사회혁명을 제외하고서는 다른 방법이 있을 수 없다. 반대로 국가 공산주의 이론과 과학자들의 권위는 그 추종자들을 끌어 들이고 혼란스럽게 만들며 정치 전략이라는 구실 아래서 다양한 부르주아 정당들과 지속적인 거래를 할 것이며, 이는 필연적으로 반동을 향할 것이다.
이 계획의 핵심은 국가만이 (사이비)프롤레타리아트의 해방자라는 것이다. 이를 달성하기 위해서 국가는 부르주아 자본주의의 억압으로부터 프롤레타리아트를 해방시키는 것에 동의해야한다. 그러한 의지를 어떻게 국가에 전달할 수 있는가? 프롤레타리아트는 영웅적인 과업으로서 혁명을 통해 국가를 점령해야한다. 그러나 프롤레타리아가 국가를 장악한다면, 그들은 이 영원한 민중의 감옥인 국가를 즉시 폐지해야한다. 하지만 마르크스 선생에 따르면, 민중은 국가를 폐지해선 안되며 반대로 국가를 더욱 강화하고 확장시켜야한다. 그리고 그들은 국가에 대한 완전한 통제권을 그들의 후원자이자 후견인들이며 선생인 공산당의 지도자들, 즉 자신만의 방식으로 민중을 해방 시키겠다는 마르크스와 그 친구들에게 넘겨줘야 하는 것이다. 민중은 너무 멍청해서 강력한 후견이 필요하기 때문에, 그들은 자신의 손아귀에 모든 행정권력을 집중시킬 것이다. 그리고 그들은 중앙 은행을 만들어서 모든 상거래, 산업, 농업 심지어 과학까지 통제하려 할 것이다. 새롭게 특권층에 위치에 오르게 된 정치과학 계급들로 구성된 국가 엔지니어의 직접적인 명령아래, 민중은 농업과 산업이라는 두개의 군대로 나뉘게 될것이다.
 — Statism and Anarchy
소멸의 고통을 겪으며 다른 이웃 국가에 의해 먹히고 있는 자신을 파악하는 모든 국가는, 반드시 강대한 권력을 얻고자 할 것이며 그것이 충분한 힘을 갖게 되었을 때, 정복당하지 않기 위해 정복의 사업에 착수할 것이다. 이 두가지의 유사한 힘은 서로를 파괴하려 하지 않고서는 공존할 수 없다. 그것이 어떠한 형태이거나 이름이든지 간에 누구든 정복을 말하는 자는 인민을 정복하겠다고 말하는 것이며 그들은 노예화하고 예속하겠다는 것이다.

인류의 연대를 깨뜨리고 그럼으로써 인류를 부정하는 것, 이것이 바로 국가의 본질이다. 국가는 절대자가 되어 그것이 품은 것에 대해 절대자로서의 영향력을 휘두르지 않는 한 그 자신의 완전성과 힘을 보존할 수 없다. 최소한 자신의 시민 혹은 더욱 정확히 말해서 자신에게 정복당하지 않았기에 지배를 강요할 수 없는 타국의 시민이 아닌 자신의 백성에게 이를 행사하여야 할 것이다. 이렇게 국가의 도덕과 국가의 이유가 탄생함으로써, 필연적으로 보편적인 도덕과 보편적인 이유로 간주되었던 인류와의 단절을 가져오게 될 것이다. 정치적 원칙이나 국가의 도덕은 매우 간단하다. 국가는 절대적 목적이고 그것의 권력을 강화시키는 모든 것은 옳은 것이며, 이 목적을 반대하는 모든 것은 그것이 세상에서 가장 인간적인 것일지라도 해로운 것이다. 이 도덕이 바로 애국주의라 불리는 것이다. 국제주의는 애국주의에 대한 부정이며 결과적으로 국가에 대한 부정이다. 만일 맑스와 그의 친구인 독일 사회민주당이 우리의 계획에 국가의 원칙을 도입하는데 성공한다면, 그들은 인터내셔널을 죽이게 될 것이다.
 — Mikhail Bakunin. Marxism, Freedom and the State
우리는 사회주의 없는 자유란 특권이자 불의이며, 자유 없는 사회주의란 야만이자 노예제라고 확신한다.
 — Mikhail Bakunin, Federalism, Socialism, Anti-Theologism, 1867
하지만 바쿠닌은 1844년 마크르스와의 만남에 대하여 다음과 같은 글을 쓰기도 했다.
지금까지 배운한 마르크스는 여전히 나보다 비교할 수 없을 만큼 앞서있다. 나는 정치 경제학에 대해선 아무것도 아는 것이 없으며, 아직까지 형이상학적 관점을 완전히 치워버리지 못했다… 그는 나에게 감상적인 이상주의자라고 불렀는데 아마 그의 말이 맞을 것이다. 나는 그를 자만심이 많고 믿을 수 없으며, 교활한 사람이라고 불렀는데 이 또한 맞을 것이다.
바쿠닌은 마르크스의 경제 분석이 유용하다고 생각해서 자본론을 러시아어로 번역하기도 했다. 이어서 마르크스는 1848년 드레스덴 봉기의 반항자들에 대한 글을 썻다. “그들은 유능하고 냉철한 지도자, 러시아 망명자인 미하일 바쿠닌을 발견했다.” 마르크스는 바쿠닌이 시베리아의 유배지에서 탈출한 이후인 1864년 엥겔스에게 바쿠닌과의 만남에 대해여 다음과 같은 글을 썼다. “16년의 시간이 흘렀어도 전혀 쇄약해진 모습도 없이 더욱 성장한것 같더군”

### 연방
바쿠닌의 연방이란 자유로운 엽합과 연방에 기초한 사회의 조직체를 의미하는 것이다. 그렇기에 사회란 개인과 생산적인 협회, 코뮌의 절대적인 자유에 기초해야하며 모든 개인, 모든 연합, 모든 코뮌, 모든 지역, 모든 민족이 완전하게 자율적으로 결정할 권리를 갖고서 그들의 바람에 따라 행해지는 것이다.

### 자유
바쿠닌에게 자유란 추상적인 관념이 아니라 타인과의 평등한 자유에 기반한 구체적인 현실이다. 적극적 자유의 의미에서 자유는 다음과 같은 것으로서 구성되어 있다. “교육과 과학의 연마, 물질적 풍요에 의하여 인간의 재능과 능력을 최대한 개발하는 것” 이러한 자유의 개념이란 “오직 사회를 통해서만 현실화될 수 있는 대단히 사회적인 자유이며” 결코 고립된 것이 아니다. 소극적 자유의 의미에서 자유란 “모든 신성함과 집단 그리고 개개의 권위에 대한 개인의 반란이다.”

### 유물론
바쿠닌은 초자연적인 영역에 대한 종교적 개념을 거부하고 자연 현상에 대한 유물론적 설명을 옹호했다. “과학의 임무는 사건의 관계를 관찰함으로써 물리적 그리고 사회적 세계의 현상에 대한 일반적인 법칙을 확립하는 것이다.”
하지만 바쿠닌의 유물론은 관념과 문화를 포함한 인간사의 비경제적 측면을 강조 했다는 점에서 마르크스와는 다르다.

### 혁명의 가능성
바쿠닌은 룸펜프롤레타리아와 프롤레타리아의 혁명의 가능성에 대하여 마르크스와 비교하자면 다른 관점을 가지고 있었다. 둘 모두 프롤레타리아가 혁명에 중요한 역할을 할 것이라고 생각했지만 마르크스에게는 프롤레타리아는 혁명을 이끌 수 있는 독점점인 행위자였다. 반면 바쿠닌에게는 농민뿐만 아니라 룸펜프롤레타리아도(실업자, 범죄자, 성노동자등) 특정한 때에 봉기를 일으킬 수 있는 존재였다. 바쿠닌은 “자본에 대한 더욱 파괴적인 혁명의 힘을 위하여 노동자들의 통합을 고려 했다. 바쿠닌에게 있어서 혁명의 원형은 농민의 환경에서도 찾을 수 있으며 교육받은 실업 청년에게서도, 사회의 주변부에 있는 모든 계급들, 도둑과 강도들, 가난한 대중들 그리고 사회의 여백에서 벗어나거나 이로부터 제외된 자들 혹은 아직 산업 노동의 규율에 포섭되지 않은자들… 즉 마르크스가 ‘룸펜프롤레타리아’라고 규정한 모든 이들이었다.” 바쿠닌은 목숨 이외에 잃을게 없는 이들을 누구 보다도 열렬한 혁명적 힘을 가진 자들로 보았다.

## 같이 보기
- 러시아의 아나키즘(러시아어판)